# Paramacrobiotus priviterae
Espèce
Synonymes
- Macrobiotus priviterae Binda, Pilato, Moncada & Napolitano, 2001

Paramacrobiotus priviterae est une espèce de tardigrades de la famille des Macrobiotidae.

## Distribution
Cette espèce est endémique de Guinée.

## Étymologie
Cette espèce est nommée en l'honneur de Maria Privitera.

## Publication originale
- Binda, Pilato, Moncada & Napolitano, 2001 : Some tardigrades from Central Africa with the description of two new species: Macrobiotus ragonesei and M. priviterae (Eutardigrada Macrobiotidae). Tropical Zoology, vol. 14, no 2, p. 233-242.